# Easton (New York)
Easton è un comune degli Stati Uniti d'America, situato nello Stato di New York, nella contea di Washington.